# 6233 Kimura
För andra betydelser, se Kimura.
6233 Kimura eller 1986 CG är en asteroid i huvudbältet som upptäcktes den 8 februari 1986 av de båda japanska astronomerna Shigeru Inoda och Takeshi Urata i Karasuyama. Den är uppkallad efter den japanske astronomen Hisashi Kimura.
Asteroiden har en diameter på ungefär 9 kilometer och den  tillhör asteroidgruppen Dora.